# César Vega
César Javier Vega Perrone (Montevideo, 2 settembre 1959) è un allenatore di calcio ed ex calciatore uruguaiano, di ruolo difensore.

## Caratteristiche tecniche
Giocava come difensore centrale.

## Carriera

### Club
Crebbe calcisticamente nel Danubio di Montevideo, sua città natale, esordendo in prima squadra a sedici anni; vi rimase fino al 1985. Si trasferì in seguito al Progreso, prendendo parte alla Coppa Libertadores 1987, e nel 1987 passa all'Atlante, in Messico. Con la società mesoamericana trascorre tre stagioni, lasciando il club nel 1989; in quell'anno viene acquistato dal Deportivo Mandiyú, squadra argentina, che era approdata alla Primera División quella stessa stagione. Con il sodalizio argentino Vega supera le cento presenze, e al termine del campionato 1991-1992 chiude la carriera.

### Nazionale
Debuttò in Nazionale il 2 agosto 1984 nell'incontro di Buenos Aires contro l'Argentina. Fu successivamente convocato per il campionato del mondo 1986 da Borrás, ma, dato che il ruolo di centrale difensivo era coperto da Acevedo e Gutiérrez, non debuttò mai nella competizione. La sua ultima presenza internazionale risale al 23 aprile 1986.

## Palmarès

### Club

#### Competizioni nazionali
- Liguilla Pre-Libertadores de América: 1

Danubio: 1983